# Fannia americana
Fannia americana är en tvåvingeart som beskrevs av Malloch 1927. Fannia americana ingår i släktet Fannia och familjen takdansflugor. Inga underarter finns listade i Catalogue of Life.